# Valentin Iremonger
Valentin Iremonger (* 14. Februar 1918 in Sandymount, County Dublin; † 1991 in Dublin) war ein irischer Diplomat und Dichter.

## Leben
Iremonger wurde 1918 in Sandymount nahe Dublin geboren. Er besuchte die Schule der Christian Brothers in der Dubliner Synge Street und danach das Coláiste Mhuire, das ebenfalls von den Christian Brothers geleitet wird. Von 1938 bis 1940 besuchte Iremonger die Abbey Theatre School of Acting. Anschließend war er bis 1946 als Schauspieler und Produzent am Dubliner Abbey Theatre sowie am Gate Theatre tätig.
Im Jahr 1946 begann Iremonger für das Irische Außenministerium zu arbeiten. Während seiner diplomatischen Karriere war er unter anderem von 1964 bis 1968 Botschafter in Schweden, Norwegen und Finnland, von 1968 bis 1973 Botschafter in Indien sowie von 1973 bis 1979 Botschafter in Luxemburg und schließlich von 1979 bis zu seinem Ruhestand 1980 Botschafter in Portugal.
Neben seiner diplomatischen Karriere war Iremonger auch schriftstellerisch aktiv. Von 1949 bis 1951 war er Redakteur für den Bereich Poesie des Magazins Envoy. Hier wurde auch 1950 seine Gedichtsammlung Reservations veröffentlicht. Er schrieb für diverse irische und britische Journale Artikel und Rezensionen.
1949 war er zusammen mit Robert Greacen Herausgeber des „Faber Book of Contemporary Poetry“. Er übersetzte 1962 den Roman Rothaí Mór an tSaoil von Micí Mac Gabhann aus dem Irischen ins Englische unter dem Titel The Hard Road to Klondike. 1964 übersetzte er den Roman Dialann Deoraí von Dónal Mac Amhlaigh unter dem Titel An Irish Navvy. Bereits 1955 hatte Iremonger Das Marien-Leben von Rainer Maria Rilke unter dem Titel Beatha Mhuire ins Irische übersetzt.

## Werke
- On the Barricades (1944)
- Reservations (1950)
- Horan’s Field and Other Reservations (1972)
- Sandymount, Dublin (1988)